# Garibald II. Bavorský
Garibald II. (kolem 585–625/630) byl bavorský vévoda z rodu Agilolfingů, vládnoucí mezi léty 610 až 625/630.
Byl synem bavorského vévody Tassila I. Jeho ženou byla Geila (či Gaila, Appa), dcera friaulského vévody Gisulfa II. S ní měl syny Faru a Theoda I.; oba se nakonec stali bavorskými vévody. Stejně jako jeho otec, i Garibald byl ve vleklém sporu s okolními Slovany.